# فيكتور تسوي
فيكتور روبيرتوفيتش تسوي (بالروسية: Виктор Робертович Цой)؛ (ولد 21 يونيو 1962 – توفي 15 أغسطس 1990) هو مغني وكاتب اغاني سوفيتي شارك في تأسيس فرقة كينو، إحدى أشهر الفرق وأهمها تأثيرا في تاريخ الموسيقى الروسية.
ولد تسوي وترعرع في لينينغراد، وبدأ بكتابة الأغاني في سن المراهقة. ساهم تسوي طوال مسيرته في عدد كبير من الأعمال الموسيقية والفنية، بما في ذلك عشرة ألبومات. اشتهرت فرقة كينو بسرعة بعد أن ظهرت وغنت في فيلم السوفيتي «أسا» عام 1987، مما بدأ فترة يشار إليها باسم «كينومانيا»، وظهرت الفرقة بعدها في دور رئيسي في الفيلم الفني الكازاخي «الإبرة» عام 1988. في عام 1990، عزفت الفرقة في حفل موسيقي رفيع المستوى في ملعب لوجنيكي، وانتقل تسوي لفترة قصيرة إلى لاتفيا مع زميله يوري كاسباريان للعمل على ألبوم الفرقة التالي. توفي تسوي في حادث سيارة بعد شهرين من الحفل.
ويعتبر تسوي أحد رواد موسيقى الروك الروسية وينسب له الفضل في نشر هذا النوع في أنحاء الاتحاد السوفيتي. ولا يزال يحظى بطائفة كبيرة من المعجبين في العديد من دول الاتحاد السوفيتي السابق، مثل روسيا وأوكرانيا وكازاخستان، لما له من تأثير في تاريخ الموسيقى الروسية.

## روابط خارجية
- فيكتور تسوي على موقع IMDb (الإنجليزية)
- فيكتور تسوي على موقع ألو سيني (الفرنسية)
- فيكتور تسوي على موقع ميوزك برينز (الإنجليزية)
- فيكتور تسوي على موقع أول موفي (الإنجليزية)
- فيكتور تسوي على موقع أول ميوزيك (الإنجليزية)
- فيكتور تسوي على موقع ديسكوغز (الإنجليزية)
- فيكتور تسوي على موقع قاعدة بيانات الفيلم (الإنجليزية)
- فيكتور تسوي على موقع كينوبويسك (الروسية)